# Hyocephalidae
Hyocephalidae Stål, 1874, è una famiglia di insetti Pentatomomorfi dell'ordine Rhynchota Heteroptera, superfamiglia Coreoidea, costituita da tre sole specie endemiche dell'Australia.

## Descrizione
Le specie di questa famiglia hanno corpo oblungo di grandi dimensioni, con tegumento scuro.
Il capo è lungo, con antenne composte da quattro segmenti e ocelli rudimentali. Il pronoto è subtrapezoidale e le emielitre sono percorse da quattro nervature principali connesse fra loro da nervature trasversali in modo da delimitare alcune cellule basali. Sono conosciute forme alate e altre meiottere.

## Sistematica
La famiglia comprende appena due generi e tre specie:
- genere Hyocephalus Bergroth, 1906 - regioni temperate dell'Australia meridionale e occidentale.
  - Hyocephalus aprunus Bergroth, 1906
- genere Maevius Stål, 1874 - regioni costiere del Queensland.
  - Maevius indecorus Stål, 1874
  - Maevius luridus Brailovsky, 2002